# Protestes a Cuba de 2021
Les protestes a Cuba de 2021 són una seguit de manifestacions iniciades l'11 de juliol de 2021 contra el govern cubà, liderat per Miguel Díaz-Canel, derivades de la crisi sanitària i la pandèmia de COVID-19 a Cuba. El canal de televisió RT, controlat pel govern de Rússia, com el mateix govern cubà han culpat de l'agreujament de l'escassetat d'aliments i medicaments l'enduriment del bloqueig del Govern de Donald Trump dels Estats Units que impedia al país, entre altres coses, adquirir material sanitari per fabricar vacunes.
Les protestes han estat descrites pels mitjans occidentals com les més grans contra el govern des del Maleconazo de 1994. A l'Havana, davant el Capitoli, es van congregar unes 2.000 persones el dia 11.

## Antecedents
Durant el mandat del president dels Estats Units Donald Trump, Cuba va tornar a ser inscrita en el llistat de països que financen el terrorisme amb l'objectiu d'endurir l'embargament comercial i econòmic del país. Aquestes noves mesures introduïdes se sumaven a les ja presents fins al moment, i no van ser revisades a temps per l'administració de Biden abans de les protestes. Segons el Govern de Cuba, l'any 2020 l'embargament en l'àmbit de la salut va ascendir a 200 milions de dòlars, fins al punt de no poder adquirir material per a poder desenvolupar vacunes, segons les autoritats sanitàries cubanes.
La situació derivada de la pandèmia de COVID-19 amb la pèrdua del turisme i la manca d'ingressos per divises estrangeres, van agreujar la situació econòmica del país que va haver de realitzar talls elèctrics pel deteriorament de les centrals hidroelèctriques.
A més a més, a la província de Matanzas hi va haver un augment incontrolat de casos de COVID-19, situació que es va veure agreujada per l'escassetat de medicaments i aliments. A causa de la crisi sanitària i alimentària, a les xarxes socials es va iniciar una campanya amb les etiquetes #SOSCUBA i #SOSMATANZAS per a la recol·lecció de diners, materials mèdics, aliments i entre d'altres. Diversos artistes internacionals —com Paco León, Don Omar, Ozuna, Ricardo Montaner, Alejandro Sanz, Nicky Jam, J Balvin, Natanael Cano, Daddy Yankee, Natti Natasha, Becky G i Mia Khalifa— es van unir a la comanda per pressionar al govern cubà. El govern cubà va reconèixer la crisi, però va rebutjar la realització d'un corredor humanitari i va qualificar la campanya com un intent de descrèdit.

## Les protestes
Les manifestacions van començar a San Antonio de los Baños, prop de l'Havana, i Palma Soriano, a la província de Santiago de Cuba, amb persones cantant "Pàtria i Vida", una cançó que s'ha tornat icònica per a l'oposició al castrisme. Les protestes es van expandir pel Malecón de l'Havana, Santiago de Cuba, Santa Clara, Ciego de Ávila, Camagüey, Bayamo, Guantánamo, San José de les Lajas, Holguín i Cárdenas; segons van reportar diversos mitjans. A les xarxes socials es van difondre vídeos de protestants cantant consignes com "Llibertat", "A baix el comunisme" i "No tenim por", a més de reclamar vacunes per al país. També es van publicar vídeos de manifestacions a la Porta del Sol, a Madrid, i a Xile, on cubans residents van recolzar les protestes marxant fins al consolat de Cuba del país andí.

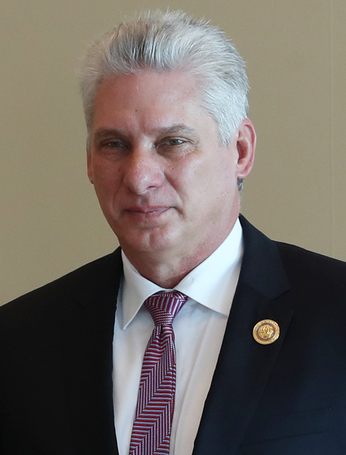
Miguel Díaz-Canel

El president Díaz-Canel va cridar als seus partidaris a sortir als carrers per respondre a les manifestacions, en una tramisió per a la televisió:
| « | Estem convocant a tots els revolucionaris del país, a tots els comunistes, a que surtin als carrers i vagin als llocs on hi hagi provocacions... La odre de combat està donada, al carrer revolucionaris. | » |

El govern cubà va qualificar les protestes de «contrarevolucionàries» i va culpar Estats Units i a l'embargament de l'illa de Cuba com a causants de la situació que van conduir als disturbis. Residents de Sant Antonio van denunciar que la policia va reprimir als manifestants i va detenir a diversos participants. Es van registrar saquejos a botigues estatals sota la consigna «a baix les tendes MLC», en referència a les tendes en «moneda lliurement convertible» que concentraven la majoria d'aliments i béns bàsics. També es va informar de la destrucció de vehicles policials.
Érika Guevara-Rosas, directora per les Amèriques d'Amnistia Internacional va exigir al govern de Miguel Díaz-Canel que respectés el dret d'assemblea pacífica. Ella mateixa, via Twiter, deia el dia 12 a dos quarts de deu que les protestes continuaven, i que s'informava de persones ferides per trets de la policia, detencions arbitràries, amenaces i atacs a periodistes.
El dia 12 de juliol, davant les acusacions de persones desaparegudes, Díaz-Canel va manifestar: "Ja han sortit amb que a Cuba reprimim i assassinem. On són els assassinats cubans? On és la repressió cubana? On són els desapareguts a Cuba?". El mateix dia es va realitzar una reunió de la cúpula del Partit Comunista de Cuba, amb la participació de Raúl Castro, a on es van abordar el tema de les protestes i es va emetre un comunicat: "Es van analitzar les provocacions orquestrades pels elements contrarevolucionaris, organitzats i finançats des dels Estats Units amb propòsits desestabilitzadors ... Els integrants del màxim òrgan del Partit van abordar a més la exemplar resposta del poble a la crida del company Díaz-Canel a defensar la Revolució als carrers que ha permès derrotar les accions subversives."
El mateix dia 12, el president del Comitè d'Exteriors del govern dels Estats Units va demanar al presiden Joe Biden "alleugerir el patiment a Cuba rescindint les sancions de l'era Trump".

## Tractament mediàtic
Poques hores després de l'inici de les protestes, Miguel Díaz-Canel va fer un discurs en el que legitimava tenir insatisfacció, però animava a la gent a no deixar-se manipular. Des de l'inici de les primeres protestes, els mitjans internacionals es van bolcar a informar sobre els fets, tot i que la informació era poca, confusa i plena d'especulacions.
El president de Mèxic, Manuel López Obrador va afirmar que una associació mexicana de periodistes que rebia finançament dels Estats Units, havia estat difonent imatges falses a les xarxes socials.
Les xarxes socials van magnificar les protestes utilitzant imatges de protestes d'altres països o celebracions de futbol, assegurant que les imatges eren cubans a l'Havana manifestant-se contra el govern.

## Reaccions

### Iberoamèrica
- Brasil: El president Jair Bolsonaro va comentar que era un dia molt trist per a Cuba perquè les persones van sortir demanant llibertat però van rebre "bales de goma, cops i presó".[29] Mentrestant, el Partit dels Treballadors de Brasil va expressar el seu "suport i solidaritat incondicional al poble i al govern de la germana República de Cuba" que eren "víctimes d'un bloqueig".[30]
- Uruguai: El president Luis Lacalle Pou va expressar el seu suport als manifestants destacant el seu "coratge digne d'elogiar".[31] D'altra banda, el Partit Comunista d'Uruguai va acusar el govern de Biden de finançar els "esclats socials" a Cuba.[32]
- Veneçuela: El president Nicolás Maduro va mostrar el seu suport a el "govern revolucionari de Cuba".[33] El líder opositor, Joan Guaidó, va manifestar el seu suport als manifestants.[27]
- Nicaragua: El president Daniel Ortega va donar de suport a Miguel Díaz-Canel, condemnant el "bloqueig, la desestabilització i l'agressió permanents" dels Estats Units. La vicepresidenta Rosario Murillo va esmentar que "els Estats Units [era el] principal desestabilitzador i destructor de la planeta".[34]
- Colòmbia: Gustavo Petro va manifestar que "a Cuba com a Colòmbia s'imposa el diàleg social. Les societats vives són les que es mouen i aconsegueixen les transformacions a partir del seu diàleg i no de la seva autodestrucció".[35] Mentrestant, Rodrigo Londoño, líder de Comuns, va expressar la seva "solidaritat amb Cuba davant les agressions promogudes pels EUA i el seu bloqueig criminal. Em sumo als que defensen la sobirania de el poble de Cuba, al seu revolució i al seu projecte polític" .65
- Xile: El Partit Comunista de Xile va expressar la seva "repudi" a les "accions d'interferència i agressions estatunidenques contra Cuba".[36]
- Perú: El Partit Comunista de Perú - Pàtria Roja va manifestar el seu suport a el govern cubà.[37] A través de Twitter, el líder del Perú Lliure, Vladimir Cerrón, va demanar l'aixecament del bloqueig i la no intervenció dels Estats Units a Cuba.[38]
- Mèxic: El president Andrés Manuel López Obrador va expressar que "si de veritat es vol ajudar a Cuba, el primer que s'hauria de fer és suspendre el bloqueig",[39] a més va acusar d'intervencionisme estranger darrere de les protestes.[40]
- Bolívia: El president Luis Arce va expressar el seu "suport" al "poble cubà" que "lluita en contra de les accions desestabilitzadores" .75 L'expresident Evo Morales va acusar els Estats Units de llançar un nou "Pla Còndor".[41]
- Argentina: El president Alberto Fernández va demanar que posar fi al bloqueig qualificant-lo d'"inhumà" i va rebutjar una intervenció estrangera sobre Cuba ja que "aquestes coses les han de resoldre els pobles".[42]
- El Salvador: El Front Farabundo Martí per a l'Alliberament Nacional va mostrar el seu "total suport i solidaritat amb el poble i el govern de Cuba".[30]

### Espanya
- Ministeri d'Afers Exteriors: va emetre un comunicat en què es reconeixia el dret dels cubans "a manifestar-se lliurement i pacífica" i que estudiaria "formes d'ajuda que puguin alleujar la situació".[43]
- Partit Comunista d'Espanya: va fer una "crida a la solidaritat activa i a la mobilització en defensa de Cuba a totes les convocatòries que s'organitzin".[44]
- Candidatura d'Unitat Popular: va mostrar el seu suport al govern cubà i va animar a concentrar-se davant el consolat a Barcelona per mostrar el seu suport.[45]
- Podem: va demanar posar fi al bloqueig comercial i econòmic de Cuba.[46]